# 廣澤優
廣澤優（日语：／，2001年4月27日—）是一名出生於日本東京都世田谷區的職業棒球選手，效力於日本職棒東京養樂多燕子，主要守備位置為投手。

## 外部連結
- 廣澤優在日本職棒（英语）